# Рэзэлэй
Рэзэлэй (рум. Răzălăi) — село в Сынжерейском районе Молдавии. Наряду с сёлами Пепены, Новые Пепены и Романовка входит в состав коммуны Пепены.

## География
Село расположено на высоте 111 метров над уровнем моря.

## Население
По данным переписи населения 2004 года, в селе Рэзэлэй проживает 911 человек (481 мужчина, 430 женщин).
Этнический состав села:
| Национальность | Число жителей | Процентный состав |
| -------------- | ------------- | ----------------- |
| молдаване      | 781           | 85.73             |
| румыны         | 125           | 13.72             |
| русские        | 2             | 0.22              |
| поляки         | 1             | 0.11              |
| прочие         | 2             | 0.22              |
| Всего          | 911           | 100 %             |